# Etalemahu Kidane
Etalemahu Kidane (Arsi, 14 februari 1983) is een Ethiopisch voormalige atlete, die gespecialiseerd was in de middellange en lange afstand.

## Loopbaan
In 2000 won nam Kidane deel aan de 3000 m bij de wereldjeugdkampioenschappen in Santiago. Met een tijd van 9.11,55 won ze een bronzen medaille. Vier jaar later won ze een gouden medaille op de 5000 meter bij de Afrikaanse kampioenschappen.
Op 18 oktober 2009 nam Kidane deel aan de marathon van Amsterdam. Met een tijd van 2:31.11 eindigde ze op een vierde plaats. Deze wedstrijd werd gewonnen door de Ethiopische Eyerusalem Kuma, die met 2:27.43 bijna vier minuten sneller was.

## Titels
- Afrikaans kampioene 5000 m - 2004

## Persoonlijke records
Baan
| Onderdeel | Prestatie | Datum        | Plaats            |
| --------- | --------- | ------------ | ----------------- |
| 1500 m    | 4.14,35   | 28 juli 2007 | Heusden-Zolder    |
| 3000 m    | 8.54,83   | 15 juni 2003 | Villeneuve-d'Ascq |
| 5000 m    | 15.04,34  | 31 mei 2004  | Hengelo           |
| 10.000 m  | 31.33,49  | 26 juni 2007 | Valkenswaard      |

Weg
| Onderdeel      | Prestatie | Datum           | Plaats     |
| -------------- | --------- | --------------- | ---------- |
| 20 km          | 1:06.58   | 29 april 2012   | Düsseldorf |
| halve marathon | 1:10.48   | 29 april 2012   | Düsseldorf |
| 25 km          | 1:25.44   | 18 oktober 2009 | Amsterdam  |
| 30 km          | 1:42.21   | 29 april 2012   | Hamburg    |
| marathon       | 2:25.49   | 29 april 2012   | Hamburg    |

## Palmares

### 3000 m
- 1999: 15e WK junioren B - 9.28,86
- 2000:  WK junioren - 9.11,55
- 2002: 14e WK junioren - 9.36,83

### 5000 m
- 2004:  Afrikaanse kamp. - 16.25,83

### 10 Eng. mijl
- 2013: 6e Dam tot Damloop - 54.31

### halve marathon
- 2009:  halve marathon van Zwolle - 1:12.38

### marathon
- 2009: 4e marathon van Amsterdam - 2:31.11
- 2012:  marathon van Hamburg - 2:25.49

### overige
- 2004:  4 Mijl van Groningen - 20.54
- 2005:  4 Mijl van Groningen - 20.36
- 2007:  4 Mijl van Groningen - 20.56

### veldlopen
- 2006: 13e WK (korte afstand) - 13.13